# Hannoverscher Staatskalender
Hannoverscher Staatskalender ist die Kurzform für die von 1737 bis 1865 – mit Ausnahme der Jahre von 1804 bis 1817 – jährlichen erschienenen Staatskalender. Nach der Annexion des Königreichs Hannover durch Preußen titelte das Werk zuletzt bis 1918 als Staats-Handbuch der Provinz Hannover.

## Geschichte
Das im Kurfürstentum Braunschweig-Lüneburg während der Personalunion zwischen Großbritannien und Hannover anfangs in Lauenburg (Elbe) ab 1737 herausgegebene Periodikum war zunächst ein rein privates Unterfangen von dem Buchdrucker Eberhard Berenberg, nachdem dieser hierfür zuvor am Geheimen Rats-Kollegium am 15. September 1736 ein Privileg erteilt bekommen hatte, das 1768 für dessen Sohn und 1797 für Berenbergs Enkel erneuert wurde. Dem Werk lag ein Vertrag zwischen dem Herausgeber und dem Celler Waisenhaus zu Grunde. 1824 – im selben Jahr übersiedelte die Berenbergsche Druckerei nach Hannover – wurde der Generalpostmeister Wilhelm August von Rudloff leitender Redakteur des Kalenders, der 1824 auch ein Vorwort verfasste. Diesem folgte durch Bekanntmachung durch das Staatsministerium vom 1. Juli 1848 der Hofrat Justus Bode. Dessen Nachfolger für die letzten Jahrgänge im Königreich Hannover wurde der Obergerichtsrat a. D. Arnold Eduard Dommes.

## Schreibweisen
- ab 1737: Siebenfacher Königl. Groß-Britannisch- und Chur-Fürstl. Braunschweig-Lüneburgischer Staats-Calender … aufs 1737. Jahr …[2]
- 1778–1803: Königl. Groß-Britannisch- und Chur-Fürstlich Braunschweig-Lüneburgischer Staats-Kalender / Auf das … Jahr Christi, worin das Staats-Verzeichniß der Königl. Regierungen, und übrigen hohen Civil- und Militair-Bedienten in den Deutschen Landen, nebst einem Genealogischen Verzeichniß aller Durchlauchtigsten Hohen Häuser in Europa, befindlich, für das Kurfürstentum Braunschweig-Lüneburg, verlegt in Lauenburg, Hauptsachtitel auch:
  - 1778–1793: Königlich Groß-Brittannisch und Churfürstlich Braunschweig-Lüneburgscher Staats-Kalender
  - 1782: Königlich Groß-Britannisch- und Chur-Fürstlich Braunschweigisch-Lüneburgscher Staatskalender
  - 1790: Königlich Groß-Britannisch- und Chur-Fürstlich Braunschweig-Lüneburgischer Staats-Kalender
- 1804–1817: nicht erschienen
- 1818–1823: Königlich Großbritannisch-Hannoverscher Staatskalender
- 1824–1836: Staats- und Adresskalender für das Königreich Hannover
- 1837–1869, Verlag Berenberg: Hof- und Staatshandbuch für das Königreich Hannover, im Hauptsachtitel 1867–1869: Staatshandbuch für Hannover
- 1870–1886: Handbuch für die Provinz Hannover
- 1887–1918: Staats-Handbuch der Provinz Hannover, Hannover: Klindworth’s Verlag